# Гарбузов Василь Федорович
Василь Федорович Гарбузов (3 липня 1911, місто Бєлгород, тепер Бєлгородської області, Російська Федерація — 12 листопада 1985, місто Москва) — радянський діяч, голова Держплану УРСР, міністр фінансів СРСР. Герой Соціалістичної Праці (2.07.1981). Депутат Верховної Ради УРСР 3-го скликання. Депутат Верховної Ради СРСР 5-11-го скликань. Член ЦК КПРС у 1961—1985 р. Кандидат економічних наук (1939), доцент (1940).

## Біографія
Народився 3 липня (20 червня) 1911 року в місті Бєлгороді Курської губернії в родині робітника-кравця.
Закінчив фабрично-заводське училище. У 1925—1930 роках — учень столяра, столяр, робітник-мебляр державного лісозаводу в місті Харкові. У 1930 році відправлений районним комітетом комсомолу на навчання до Харківського фінансово-економічного інституту.
У 1933 закінчив Харківський фінансово-економічний інститут, а у 1936 році — аспірантуру при інституті.
У 1936—1941 роках — викладач, керівник курсу, виконувач обов'язків завідувача кафедри політекономії, консультант-методист, декан факультету Харківського фінансово-економічного інституту.
Член ВКП(б) з 1939 року.
У 1942—1943 роках — старший інспектор, заступник начальника управління Народного комісаріату фінансів Киргизької РСР.
У 1943—1944 роках — консультант секретаріату народного комісара фінансів СРСР у Москві, заступник директора фінансово-економічного інституту у місті Харкові.
У липні 1944 — травні 1950 року — директор Київського фінансово-економічного інституту та завідувач кафедри політичної економії інституту. Обирався членом Вченої ради Інституту економіки Академії наук Української РСР, членом правління Товариства для поширення політичних і наукових знань Української РСР.
4 травня 1950 — 28 листопада 1952 року — голова Державної планової комісії (Держплану) Української РСР.
У 1952—1953 роках — заступник, у 1953 — травні 1960 року — 1-й заступник міністра фінансів СРСР.
16 травня 1960 — 12 листопада 1985 року — міністр фінансів СРСР.
Похований на Новодівочому кладовищі Москви.

## Нагороди
- Герой Соціалістичної Праці (2.07.1981)
- чотири ордени Леніна (3.07.1961, 31.12.1966, 2.07.1971, 2.07.1981)
- орден Трудового Червоного Прапора (27.02.1959)
- медалі